# Jonathan Mestel
Jonathan Mestel é um professor de matemática aplicada e jogador de xadrez da Inglaterra, com diversas participações nas Olimpíadas de xadrez. Mestel participou das edições de 1976 a  1988 tendo conquistado um total de quatro medalhas. Na edição de 1984 conquistou a medalha de ouro por participação individual no tabuleiro reserva e nas edições de 1976, 1984 e 1984 conquistou a medalha de bronze e duas de prata por equipes, respectivamente.